# Choranthus batesi
Choranthus batesi är en fjärilsart som beskrevs av Bell 1935. Choranthus batesi ingår i släktet Choranthus och familjen tjockhuvuden. Inga underarter finns listade i Catalogue of Life.